# واهرام آتانسیان
واهرام آتانسیان (ارمنی: Վահրամ Աթանեսյան؛ زادهٔ ۷ دسامبر ۱۹۵۹) یک  سیاستمدار اهل ارمنستان است که از تاریخ ۱۹۹۰ تا تاریخ ۱۹۹۵ سمت نمایندگی دوره اول شورای عالی جمهوری ارمنستان را برعهده داشت.

## زندگی‌نامه
در ۷ دسامبر ۱۹۵۹ در ارمنستان به دنیا آمد . 